# أندرس إغرت
أندرس إغرت (بالدنماركية: Anders Eggert) مواليد 14 مايو 1982 في آرهوس، هو لاعب كرة يد دانمركي يلعب كجناح أيسر. يلعب حاليا مع نادي فلنسبورغ هاندفيت لكرة اليد ويحمل الرقم 7. مثل منتخب الدنمارك لكرة اليد. شارك في دورة الألعاب الأولمبية الصيفية سنة 2012. حقق المركز الأول في البطولة الأوروبية لكرة اليد للرجال 2012.

## سجل المنافسة
شارك في البطولات التالية:
- بطولة العالم لكرة اليد للرجال 2015
- بطولة أوروبا لكرة اليد للرجال 2012
- بطولة أوروبا لكرة اليد للرجال 2014
- بطولة أوروبا لكرة اليد للرجال 2016
- الألعاب الأولمبية الصيفية 2012

## الإنجازات
- دوري أبطال أوروبا لكرة اليد :
  -  ذهبية: دوري أبطال أوروبا لكرة اليد 2013–14
  -  فضية: 2007
- كأس أبطال الكؤوس الأوروبية لكرة اليد:
  -  ذهبية: 2012
- الدوري الدنماركي لكرة اليد:
  -  ذهبية: 2004

## روابط خارجية
- أندرس إغرت على موقع الاتحاد الأوروبي لكرة اليد (الإنجليزية)
- أندرس إغرت على موقع اللجنة الأولمبية الدولية (الإنجليزية)
- أندرس إغرت على موقع أوليمبيديا (الإنجليزية)